# Grand Prix moderních gymnastek 2009
Mezinárodní série Grand Prix moderních gymnastek 2009 odstartovala úvodním podnikem v Moskvě a finále Grand Prix pak proběhlo v listopadu v Berlíně.

## Kalendář
| Datum                    | Místo    | Disciplína               | Vítězka                           | Druhá                                        | Třetí                                                                |
| ------------------------ | -------- | ------------------------ | --------------------------------- | -------------------------------------------- | -------------------------------------------------------------------- |
| 28.2.2009 1.3.2009       | Moskva   | Víceboj                  | Jevgenija Kanajevová              | Vera Sessina                                 | Olga Kapranova                                                       |
| 28.2.2009 1.3.2009       | Moskva   | Švihadlo Obruč Míč Stuha | Jevgenija Kanajevová              | Vera Sessina Меlitina Staniouta Vera Sessina | Меlitina Staniouta Alija Yussupova Irina Risenzon Меlitina Staniouta |
| 14.3.2009 15.3.2009      | Brno     | Víceboj                  | Jevgenija Kanajevová              | Vera Sessina                                 | Darja Kondakova                                                      |
| 14.3.2009 15.3.2009      | Brno     | Švihadlo Obruč Míč Stuha | Vera Sessina Jevgenija Kanajevová | Jevgenija Kanajevová Vera Sessina            | Меlitina Staniouta Alina Maksimenko Меlitina Staniouta               |
| 27.3.2009 29.3.2009      | Thiais   | Víceboj                  | [[]]                              | [[]]                                         | [[]]                                                                 |
| 27.3.2009 29.3.2009      | Thiais   | Švihadlo Obruč Míč Stuha | [[]]                              | [[]] [[]]                                    | [[]] [[]]                                                            |
| 9.4.2009 12.4.2009       | Kyjev    | Víceboj                  | [[]]                              | [[]]                                         | [[]]                                                                 |
| 9.4.2009 12.4.2009       | Kyjev    | Švihadlo Obruč Míč Stuha | [[]]                              | [[]] [[]]                                    | [[]] [[]]                                                            |
| 24.4.2009 26.4.2009      | Cholon   | Víceboj                  | [[]]                              | [[]]                                         | [[]]                                                                 |
| 24.4.2009 26.4.2009      | Cholon   | Švihadlo Obruč Míč Stuha | [[]]                              | [[]] [[]]                                    | [[]] [[]]                                                            |
|                          | Burgas   | Víceboj                  | [[]]                              | [[]]                                         | [[]]                                                                 |
| Švihadlo Obruč Míč Stuha | Burgas   | [[]]                     | [[]] [[]]                         | [[]] [[]]                                    |                                                                      |
| 29.5.2009 31.5.2009      | Marbella | Víceboj                  | [[]]                              | [[]]                                         | [[]]                                                                 |
| 29.5.2009 31.5.2009      | Marbella | Švihadlo Obruč Míč Stuha | [[]]                              | [[]] [[]]                                    | [[]] [[]]                                                            |
|                          | Berlín   | Víceboj                  | [[]]                              | [[]]                                         | [[]]                                                                 |
| Švihadlo Obruč Míč Stuha | Berlín   | [[]]                     | [[]] [[]]                         | [[]] [[]]                                    |                                                                      |

## Moskva

### Víceboj
V exhibici jedné gymnastky se změnil první závod Grand Prix moderních gymnastek v Moskvě. Jevgenija Kanajevová jako jediná zacvičila všechny čtyři sestavy nad 28 bodovou hranici a ve víceboji zvítězila s dvoubodovým rozdílem nad svou krajankou Verou Sessinou, převahu ruských gymnastek potvrdily třetím respektive čtvrtým místem Olga Kapranova a Darja Kondakova. Češka Monika Míčková skončila na 19. místě.
| *       | Gymnastka            | Body    |
| Víceboj | Víceboj              | Víceboj |
| ------- | -------------------- | ------- |
| 1.      | Jevgenija Kanajevová | 112,725 |
| 2.      | Vera Sessina         | 110,725 |
| 3.      | Olga Kapranova       | 107,2   |
| 4.      | Darja Kondakova      | 104,7   |
| 5.      | Меlitina Staniouta   | 103,45  |
| 6.      | Alija Yussupova      | 102,625 |
| 7.      | Irina Risenzon       | 100,75  |
| 8.      | Silvia Miteva        | 98,4    |
| 9.      | Alina Maksimenko     | 98,325  |
| 10.     | Alija Garajeva       | 98,325  |
|         |                      |         |
| 19.     | Monika Míčková       | 89,5    |

### Hlavní soutěž
Po víceboji, který byl zároveň kvalifikací na hlavní závod, získala Jevgenija Kanajevová vítězství i ve všech jednotlivých sestavách.
| *        | Gymnastka            | Body     | *     | Gymnastka            | Body   | *   | Gymnastka            | Body   | *     | Gymnastka            | Body   |
| Švihadlo | Švihadlo             | Švihadlo | Obruč | Obruč                | Obruč  | Míč | Míč                  | Míč    | Stuha | Stuha                | Stuha  |
| -------- | -------------------- | -------- | ----- | -------------------- | ------ | --- | -------------------- | ------ | ----- | -------------------- | ------ |
| 1.       | Jevgenija Kanajevová | 26,95    | 1.    | Jevgenija Kanajevová | 28,55  | 1.  | Jevgenija Kanajevová | 26,95  | 1.    | Jevgenija Kanajevová | 27,4   |
| 2.       | Vera Sessina         | 26,9     | 2.    | Vera Sessina         | 27,3   | 2.  | Меlitina Staniuta    | 27,3   | 2.    | Vera Sessina         | 26,1   |
| 3.       | Меlitina Staniuta    | 26,2     | 3.    | Alia Yssupova        | 25,95  | 3.  | Irina Risenzon       | 25,675 | 3.    | Меlitina Staniuta    | 25,3   |
| 4.       | Alia Yssupova        | 25,05    | 4.    | Меlitina Staniuta    | 25,5   | 4.  | Alia Yssupova        | 24,9   | 4.    | Irina Risenzon       | 24,725 |
| 5.       | Irina Risenzon       | 24,975   | 5.    | Silvia Miteva        | 25,1   | 5.  | Silvia Miteva        | 24,6   | 5.    | Uljana Trofimova     | 24,325 |
| 6.       | Alina Maksimenko     | 24,9     | 6.    | Irina Risenzon       | 25     | 6.  | Alia Yssupova        | 24,35  | 6.    | Alia Yssupova        | 24,3   |
| 7.       | Silvia Miteva        | 24,65    | 7.    | Dora Vass            | 23,9   | 7.  | Neta Rivkin          | 23,9   | 7.    | Joanna Mitrosz       | 24,075 |
| 8.       | Alija Garajeva       | 23,375   | 8.    | Joanna Mitrosz       | 21,525 | 8.  | Vera Sessina         | 22,55  | 8.    | Alija Garajeva       | 23,6   |

## Brno

### Víceboj
Jevgenija Kanajevová potvrdila roli favoritky a zvítězila i ve víceboji v Brně, nadřazenost Ruské školy moderní gymnastiky potvrdily i další ruské gymnastky, které se seřadili od prvního do čtvrtého místa. Nejlepší českou gymnastkou byla na 12. místě Monika Míčková.
| *       | Gymnastka            | Body    |
| Víceboj | Víceboj              | Víceboj |
| ------- | -------------------- | ------- |
| 1.      | Jevgenija Kanajevová | 110,850 |
| 2.      | Vera Sessina         | 108,875 |
| 3.      | Darja Kondakova      | 105,500 |
| 4.      | Olga Kapranova       | 103,275 |
| 5.      | Меlitina Staniouta   | 101,725 |
| 6.      | Alina Maksimenko     | 98,550  |
| 7.      | Anna Gurbanova       | 98,300  |
| 8.      | Monika Mincheva      | 97,800  |
| 9.      | Daria Kushnerova     | 94,350  |
| 10.     | Selina Pöstinger     | 93,850  |
|         |                      |         |
| 12.     | Monika Míčková       | 93,600  |
| 14.     | Nela Radiměřská      | 93,000  |
| 15.     | Iva Mendlíková       | 92,850  |
| 19.     | Vendula Zámorská     | 79,850  |

### Hlavní soutěž
| *        | Gymnastka            | Body     | *     | Gymnastka            | Body   | *   | Gymnastka            | Body   | *     | Gymnastka            | Body   |
| Švihadlo | Švihadlo             | Švihadlo | Obruč | Obruč                | Obruč  | Míč | Míč                  | Míč    | Stuha | Stuha                | Stuha  |
| -------- | -------------------- | -------- | ----- | -------------------- | ------ | --- | -------------------- | ------ | ----- | -------------------- | ------ |
| 1.       | Vera Sessina         | 27,675   | 1.    | Jevgenija Kanajevová | 27,725 | 1.  | Jevgenija Kanajevová | 27,900 | 1.    | Jevgenija Kanajevová | 28,075 |
| 2.       | Jevgenija Kanajevová | 27,575   | 2.    | Vera Sessina         | 27,600 | 2.  | Vera Sessina         | 27,800 | 2.    | Vera Sessina         | 27,375 |
| 3.       | Меlitina Staniuta    | 26,100   | 3.    | Alina Maksimenko     | 25,950 | 3.  | Меlitina Staniuta    | 26,500 | 3.    | Меlitina Staniuta    | 26,750 |
| 4.       | Anna Gurbanova       | 25,550   | 4.    | Monika Mincheva      | 25,900 | 4.  | Anna Gurbanova       | 25,200 | 4.    | Alina Maksimenko     | 24,750 |
| 5.       | Alina Maksimenko     | 25,325   | 5.    | Marina Petrakova     | 24,750 | 5.  | Daria Kushnerova     | 25,100 | 5.    | Monika Mincheva      | 24,000 |
| 6.       | Monika Mincheva      | 25,000   | 6.    | Daria Kushnerova     | 24,300 | 6.  | Monika Mincheva      | 24,725 | 6.    | Marina Petrakova     | 23,225 |
| 7.       | Selina Pöstinger     | 24,175   | 7.    | Monika Míčková       | 23,550 | 7.  | Alina Maksimenko     | 24,425 | 7.    | Nela Radiměřská      | 23,100 |
| 8.       | Nela Radiměřská      | 23,625   | 8.    | Anna Gurbanova       | 23,150 | 8.  | Monika Míčková       | 24,050 | 8.    | Anna Gurbanova       | 22,500 |